# Xoşçobanlı (Masallı)
Xoşçobanlı è un comune dell'Azerbaigian situato nel distretto di Masallı. Conta una popolazione di 1 285 abitanti.